# Kvalspelet till Europamästerskapet i fotboll 2016 (grupp D)
Matcherna i Grupp D i kvalspelet till Europamästerskapet i fotboll 2016 spelades från 7 september 2014 till 11 oktober 2015. Totalt deltog sex landslag som tävlar om 2 direktplatser och en playoff-plats till Europamästerskapet i fotboll 2016.

## Tabell
| Nr | Lag       | S  | V | O | F  | GM | IM | MS  | P  |
| -- | --------- | -- | - | - | -- | -- | -- | --- | -- |
| 1  | Tyskland  | 10 | 7 | 1 | 2  | 24 | 9  | +15 | 22 |
| 2  | Polen     | 10 | 6 | 3 | 1  | 33 | 10 | +23 | 21 |
| 3  | Irland    | 10 | 5 | 3 | 2  | 19 | 7  | +12 | 18 |
| 4  | Skottland | 10 | 4 | 3 | 3  | 22 | 12 | +10 | 15 |
| 5  | Georgien  | 10 | 3 | 0 | 7  | 10 | 16 | −6  | 9  |
| 6  | Gibraltar | 10 | 0 | 0 | 10 | 2  | 56 | −54 | 0  |

## Matcher
| 1           | 7 september 2014 | Georgien                | 1 – 2   | Irland                 | Boris Paitjadze-stadion                                   |                                                           |
| 20:00 UTC+4 | 20:00 UTC+4      | Tornike Okriasjvili 38′ | Rapport | 24′, 90′ Aiden McGeady | Tbilisi Publik: 22 000 Domare: Kevin Blom (Nederländerna) | Tbilisi Publik: 22 000 Domare: Kevin Blom (Nederländerna) |
| 20:00 UTC+4 | 20:00 UTC+4      |                         |         |                        | Tbilisi Publik: 22 000 Domare: Kevin Blom (Nederländerna) | Tbilisi Publik: 22 000 Domare: Kevin Blom (Nederländerna) |
| 20:00 UTC+4 | 20:00 UTC+4      |                         |         |                        | Tbilisi Publik: 22 000 Domare: Kevin Blom (Nederländerna) | Tbilisi Publik: 22 000 Domare: Kevin Blom (Nederländerna) |

| 2           | 7 september 2014 | Tyskland               | 2 – 1           | Skottland       | Signal Iduna Park                                         |                                                           |
| 20:45 UTC+2 | 20:45 UTC+2      | Thomas Müller 18′, 70′ | (1 – 0) Rapport | 66′ Ikechi Anya | Dortmund Publik: 60 209 Domare: Svein Oddvar Moen (Norge) | Dortmund Publik: 60 209 Domare: Svein Oddvar Moen (Norge) |
| 20:45 UTC+2 | 20:45 UTC+2      |                        |                 |                 | Dortmund Publik: 60 209 Domare: Svein Oddvar Moen (Norge) | Dortmund Publik: 60 209 Domare: Svein Oddvar Moen (Norge) |
| 20:45 UTC+2 | 20:45 UTC+2      |                        |                 |                 | Dortmund Publik: 60 209 Domare: Svein Oddvar Moen (Norge) | Dortmund Publik: 60 209 Domare: Svein Oddvar Moen (Norge) |

| 3           | 7 september 2014 | Gibraltar | 0 – 7           | Polen                                                                              | Estádio Algarve                                                    |                                                                    |
| 19:45 UTC+1 | 19:45 UTC+1      |           | (0 – 1) Rapport | 11′, 48′ Kamil Grosicki 50′, 53′, 86′, 90+2′ Robert Lewandowski 58′ Łukasz Szukała | Faro (Portugal) Publik: 1 620 Domare: Stefan Johannesson (Sverige) | Faro (Portugal) Publik: 1 620 Domare: Stefan Johannesson (Sverige) |
| 19:45 UTC+1 | 19:45 UTC+1      |           |                 |                                                                                    | Faro (Portugal) Publik: 1 620 Domare: Stefan Johannesson (Sverige) | Faro (Portugal) Publik: 1 620 Domare: Stefan Johannesson (Sverige) |
| 19:45 UTC+1 | 19:45 UTC+1      |           |                 |                                                                                    | Faro (Portugal) Publik: 1 620 Domare: Stefan Johannesson (Sverige) | Faro (Portugal) Publik: 1 620 Domare: Stefan Johannesson (Sverige) |

| 4           | 11 oktober 2014 | Irland                                                                                           | 7 – 0           | Gibraltar | Aviva Stadium                                           |                                                         |
| 17:00 UTC+1 | 17:00 UTC+1     | Robbie Keane 6′, 14′, 18′ (str.) James McClean 46′, 53′ Jordan Perez 52′ (sjm.) Wes Hoolahan 56′ | (3 – 0) Rapport |           | Dublin Publik: 35 123 Domare: Leontios Trattou (Cypern) | Dublin Publik: 35 123 Domare: Leontios Trattou (Cypern) |
| 17:00 UTC+1 | 17:00 UTC+1     |                                                                                                  |                 |           | Dublin Publik: 35 123 Domare: Leontios Trattou (Cypern) | Dublin Publik: 35 123 Domare: Leontios Trattou (Cypern) |
| 17:00 UTC+1 | 17:00 UTC+1     |                                                                                                  |                 |           | Dublin Publik: 35 123 Domare: Leontios Trattou (Cypern) | Dublin Publik: 35 123 Domare: Leontios Trattou (Cypern) |

| 5           | 11 oktober 2014 | Skottland                 | 1 – 0           | Georgien | Ibrox Stadium                                              |                                                            |
| 17:00 UTC+1 | 17:00 UTC+1     | Akaki Khubutia 28′ (sjm.) | (1 – 0) Rapport |          | Glasgow Publik: 34 719 Domare: Miroslav Zelinka (Tjeckien) | Glasgow Publik: 34 719 Domare: Miroslav Zelinka (Tjeckien) |
| 17:00 UTC+1 | 17:00 UTC+1     |                           |                 |          | Glasgow Publik: 34 719 Domare: Miroslav Zelinka (Tjeckien) | Glasgow Publik: 34 719 Domare: Miroslav Zelinka (Tjeckien) |
| 17:00 UTC+1 | 17:00 UTC+1     |                           |                 |          | Glasgow Publik: 34 719 Domare: Miroslav Zelinka (Tjeckien) | Glasgow Publik: 34 719 Domare: Miroslav Zelinka (Tjeckien) |

| 6           | 11 oktober 2014 | Polen                                  | 2 – 0           | Tyskland | Nationalstadion                                          |                                                          |
| 20:45 UTC+2 | 20:45 UTC+2     | Arkadiusz Milik 51′ Sebastian Mila 88′ | (0 – 0) Rapport |          | Warszawa Publik: 56 934 Domare: Pedro Proença (Portugal) | Warszawa Publik: 56 934 Domare: Pedro Proença (Portugal) |
| 20:45 UTC+2 | 20:45 UTC+2     |                                        |                 |          | Warszawa Publik: 56 934 Domare: Pedro Proença (Portugal) | Warszawa Publik: 56 934 Domare: Pedro Proença (Portugal) |
| 20:45 UTC+2 | 20:45 UTC+2     |                                        |                 |          | Warszawa Publik: 56 934 Domare: Pedro Proença (Portugal) | Warszawa Publik: 56 934 Domare: Pedro Proença (Portugal) |

| 7           | 14 oktober 2014 | Tyskland       | 1 – 1           | Irland            | Veltins-Arena                                                  |                                                                |
| 20:45 UTC+2 | 20:45 UTC+2     | Toni Kroos 71′ | (0 – 0) Rapport | 90+4′ John O'Shea | Gelsenkirchen Publik: 51 204 Domare: Damir Skomina (Slovenien) | Gelsenkirchen Publik: 51 204 Domare: Damir Skomina (Slovenien) |
| 20:45 UTC+2 | 20:45 UTC+2     |                |                 |                   | Gelsenkirchen Publik: 51 204 Domare: Damir Skomina (Slovenien) | Gelsenkirchen Publik: 51 204 Domare: Damir Skomina (Slovenien) |
| 20:45 UTC+2 | 20:45 UTC+2     |                |                 |                   | Gelsenkirchen Publik: 51 204 Domare: Damir Skomina (Slovenien) | Gelsenkirchen Publik: 51 204 Domare: Damir Skomina (Slovenien) |

| 8           | 14 oktober 2014 | Gibraltar | 0 – 3           | Georgien                                                         | Estádio Algarve                                                |                                                                |
| 19:45 UTC+1 | 19:45 UTC+1     |           | (0 – 2) Rapport | 9′ Nikoloz Gelasjvili 19′ Tornike Okriasjvili 69′ Dzjaba Kankava | Faro (Portugal) Publik: 281 Domare: Harald Lechner (Österrike) | Faro (Portugal) Publik: 281 Domare: Harald Lechner (Österrike) |
| 19:45 UTC+1 | 19:45 UTC+1     |           |                 |                                                                  | Faro (Portugal) Publik: 281 Domare: Harald Lechner (Österrike) | Faro (Portugal) Publik: 281 Domare: Harald Lechner (Österrike) |
| 19:45 UTC+1 | 19:45 UTC+1     |           |                 |                                                                  | Faro (Portugal) Publik: 281 Domare: Harald Lechner (Österrike) | Faro (Portugal) Publik: 281 Domare: Harald Lechner (Österrike) |

| 9           | 14 oktober 2014 | Polen                                       | 2 – 2           | Skottland                             | Nationalstadion                                                    |                                                                    |
| 20:45 UTC+2 | 20:45 UTC+2     | Krzysztof Mączyński 11′ Arkadiusz Milik 76′ | (1 – 1) Rapport | 18′ Shaun Maloney 57′ Steven Naismith | Warszawa Publik: 55 197 Domare: Alberto Undiano Mallenco (Spanien) | Warszawa Publik: 55 197 Domare: Alberto Undiano Mallenco (Spanien) |
| 20:45 UTC+2 | 20:45 UTC+2     |                                             |                 |                                       | Warszawa Publik: 55 197 Domare: Alberto Undiano Mallenco (Spanien) | Warszawa Publik: 55 197 Domare: Alberto Undiano Mallenco (Spanien) |
| 20:45 UTC+2 | 20:45 UTC+2     |                                             |                 |                                       | Warszawa Publik: 55 197 Domare: Alberto Undiano Mallenco (Spanien) | Warszawa Publik: 55 197 Domare: Alberto Undiano Mallenco (Spanien) |

| 10          | 14 november 2014 | Georgien | 0 – 4           | Polen                                                                           | Boris Paitjadze-stadion                                    |                                                            |
| 21:00 UTC+4 | 21:00 UTC+4      |          | (0 – 0) Rapport | 51′ Kamil Glik 71′ Grzegorz Krychowiak 73′ Sebastian Mila 90+2′ Arkadiusz Milik | Tbilisi Publik: 25 635 Domare: Paolo Tagliavento (Italien) | Tbilisi Publik: 25 635 Domare: Paolo Tagliavento (Italien) |
| 21:00 UTC+4 | 21:00 UTC+4      |          |                 |                                                                                 | Tbilisi Publik: 25 635 Domare: Paolo Tagliavento (Italien) | Tbilisi Publik: 25 635 Domare: Paolo Tagliavento (Italien) |
| 21:00 UTC+4 | 21:00 UTC+4      |          |                 |                                                                                 | Tbilisi Publik: 25 635 Domare: Paolo Tagliavento (Italien) | Tbilisi Publik: 25 635 Domare: Paolo Tagliavento (Italien) |

| 11          | 14 november 2014 | Tyskland                                                       | 4 – 0           | Gibraltar | Grundig Stadion                                            |                                                            |
| 20:45 UTC+2 | 20:45 UTC+2      | Thomas Müller 12′, 29′ Mario Götze 38′ Yogan Santos 67′ (sjm.) | (3 – 0) Rapport |           | Nürnberg Publik: 43 520 Domare: Alexandru Tudor (Rumänien) | Nürnberg Publik: 43 520 Domare: Alexandru Tudor (Rumänien) |
| 20:45 UTC+2 | 20:45 UTC+2      |                                                                |                 |           | Nürnberg Publik: 43 520 Domare: Alexandru Tudor (Rumänien) | Nürnberg Publik: 43 520 Domare: Alexandru Tudor (Rumänien) |
| 20:45 UTC+2 | 20:45 UTC+2      |                                                                |                 |           | Nürnberg Publik: 43 520 Domare: Alexandru Tudor (Rumänien) | Nürnberg Publik: 43 520 Domare: Alexandru Tudor (Rumänien) |

| 12          | 14 november 2014 | Skottland         | 1 – 0           | Irland | Celtic Park                                            |                                                        |
| 19:45 UTC±0 | 19:45 UTC±0      | Shaun Maloney 75′ | (0 – 0) Rapport |        | Glasgow Publik: 59 239 Domare: Milorad Mažić (Serbien) | Glasgow Publik: 59 239 Domare: Milorad Mažić (Serbien) |
| 19:45 UTC±0 | 19:45 UTC±0      |                   |                 |        | Glasgow Publik: 59 239 Domare: Milorad Mažić (Serbien) | Glasgow Publik: 59 239 Domare: Milorad Mažić (Serbien) |
| 19:45 UTC±0 | 19:45 UTC±0      |                   |                 |        | Glasgow Publik: 59 239 Domare: Milorad Mažić (Serbien) | Glasgow Publik: 59 239 Domare: Milorad Mažić (Serbien) |

| 13          | 29 mars 2015 | Georgien | 0 – 2           | Tyskland                         | Boris Paitjadze-stadion                           |                                                   |
| 20:00 UTC+4 | 20:00 UTC+4  |          | (0 – 2) Rapport | 39′ Marco Reus 44′ Thomas Müller | Publik: 51 000 Domare: Clément Turpin (Frankrike) | Publik: 51 000 Domare: Clément Turpin (Frankrike) |
| 20:00 UTC+4 | 20:00 UTC+4  |          |                 |                                  | Publik: 51 000 Domare: Clément Turpin (Frankrike) | Publik: 51 000 Domare: Clément Turpin (Frankrike) |
| 20:00 UTC+4 | 20:00 UTC+4  |          |                 |                                  | Publik: 51 000 Domare: Clément Turpin (Frankrike) | Publik: 51 000 Domare: Clément Turpin (Frankrike) |

| 14          | 29 mars 2015 | Skottland                                                                              | 6 – 1           | Gibraltar        | Hampden Park                                                |                                                             |
| 17:00 UTC+1 | 17:00 UTC+1  | Shaun Maloney 18′ (str.), 34′ (str.) Steven Fletcher 29′, 77′, 90′ Steven Naismith 39′ | (4 – 1) Rapport | 19′ Lee Casciaro | Glasgow Publik: 34 255 Domare: Mattias Gestranius (Finland) | Glasgow Publik: 34 255 Domare: Mattias Gestranius (Finland) |
| 17:00 UTC+1 | 17:00 UTC+1  |                                                                                        |                 |                  | Glasgow Publik: 34 255 Domare: Mattias Gestranius (Finland) | Glasgow Publik: 34 255 Domare: Mattias Gestranius (Finland) |
| 17:00 UTC+1 | 17:00 UTC+1  |                                                                                        |                 |                  | Glasgow Publik: 34 255 Domare: Mattias Gestranius (Finland) | Glasgow Publik: 34 255 Domare: Mattias Gestranius (Finland) |

| 15          | 29 mars 2015 | Irland           | 1 – 1           | Polen               | Aviva Stadium                                          |                                                        |
| 19:45 UTC+1 | 19:45 UTC+1  | Shane Long 90+1′ | (0 – 1) Rapport | 26′ Sławomir Peszko | Dublin Publik: 50 500 Domare: Jonas Eriksson (Sverige) | Dublin Publik: 50 500 Domare: Jonas Eriksson (Sverige) |
| 19:45 UTC+1 | 19:45 UTC+1  |                  |                 |                     | Dublin Publik: 50 500 Domare: Jonas Eriksson (Sverige) | Dublin Publik: 50 500 Domare: Jonas Eriksson (Sverige) |
| 19:45 UTC+1 | 19:45 UTC+1  |                  |                 |                     | Dublin Publik: 50 500 Domare: Jonas Eriksson (Sverige) | Dublin Publik: 50 500 Domare: Jonas Eriksson (Sverige) |

| 16          | 13 juni 2015 | Polen                                                    | 4 – 0           | Georgien | Nationalstadion                             |                                             |
| 18:00 UTC+2 | 18:00 UTC+2  | Arkadiusz Milik 62′ Robert Lewandowski 89′, 90+2′, 90+3′ | (0 – 0) Rapport |          | Warszawa Domare: Aleksei Kulbakov (Belarus) | Warszawa Domare: Aleksei Kulbakov (Belarus) |
| 18:00 UTC+2 | 18:00 UTC+2  |                                                          |                 |          | Warszawa Domare: Aleksei Kulbakov (Belarus) | Warszawa Domare: Aleksei Kulbakov (Belarus) |
| 18:00 UTC+2 | 18:00 UTC+2  |                                                          |                 |          | Warszawa Domare: Aleksei Kulbakov (Belarus) | Warszawa Domare: Aleksei Kulbakov (Belarus) |

| 17          | 13 juni 2015 | Irland               | 1 – 1           | Skottland              | Aviva Stadium                                          |                                                        |
| 17:00 UTC+1 | 17:00 UTC+1  | Jonathan Walters 38′ | (1 – 0) Rapport | 47′ (sjm.) John O'Shea | Dublin Publik: 49 063 Domare: Nicola Rizzoli (Italien) | Dublin Publik: 49 063 Domare: Nicola Rizzoli (Italien) |
| 17:00 UTC+1 | 17:00 UTC+1  |                      |                 |                        | Dublin Publik: 49 063 Domare: Nicola Rizzoli (Italien) | Dublin Publik: 49 063 Domare: Nicola Rizzoli (Italien) |
| 17:00 UTC+1 | 17:00 UTC+1  |                      |                 |                        | Dublin Publik: 49 063 Domare: Nicola Rizzoli (Italien) | Dublin Publik: 49 063 Domare: Nicola Rizzoli (Italien) |

| 18          | 13 juni 2015 | Gibraltar | 0 – 7           | Tyskland                                                                               | Estádio Algarve                                              |                                                              |
| 19:45 UTC+1 | 19:45 UTC+1  |           | (0 – 1) Rapport | 28′, 65′, 71′ André Schürrle 47′, 81′ Max Kruse 51′ İlkay Gündoğan 57′ Karim Bellarabi | Faro (Portugal) Publik: 7 467 Domare: Clayton Pisani (Malta) | Faro (Portugal) Publik: 7 467 Domare: Clayton Pisani (Malta) |
| 19:45 UTC+1 | 19:45 UTC+1  |           |                 |                                                                                        | Faro (Portugal) Publik: 7 467 Domare: Clayton Pisani (Malta) | Faro (Portugal) Publik: 7 467 Domare: Clayton Pisani (Malta) |
| 19:45 UTC+1 | 19:45 UTC+1  |           |                 |                                                                                        | Faro (Portugal) Publik: 7 467 Domare: Clayton Pisani (Malta) | Faro (Portugal) Publik: 7 467 Domare: Clayton Pisani (Malta) |

| 19          | 4 september 2015 | Georgien               | 1 – 0           | Skottland | Boris Paitjadze-stadion                                  |                                                          |
| 20:00 UTC+4 | 20:00 UTC+4      | Valeri Kazaishvili 38′ | (1 – 0) Rapport |           | Tbilisi Publik: 23 000 Domare: Ovidiu Hațegan (Rumänien) | Tbilisi Publik: 23 000 Domare: Ovidiu Hațegan (Rumänien) |
| 20:00 UTC+4 | 20:00 UTC+4      |                        |                 |           | Tbilisi Publik: 23 000 Domare: Ovidiu Hațegan (Rumänien) | Tbilisi Publik: 23 000 Domare: Ovidiu Hațegan (Rumänien) |
| 20:00 UTC+4 | 20:00 UTC+4      |                        |                 |           | Tbilisi Publik: 23 000 Domare: Ovidiu Hațegan (Rumänien) | Tbilisi Publik: 23 000 Domare: Ovidiu Hațegan (Rumänien) |

| 20          | 4 september 2015 | Tyskland                               | 3 – 1           | Polen                  | Commerzbank-Arena                                         |                                                           |
| 20:45 UTC+2 | 20:45 UTC+2      | Thomas Müller 12′ Mario Götze 19′, 82′ | (2 – 1) Rapport | 37′ Robert Lewandowski | Frankfurt Publik: 48 500 Domare: Nicola Rizzoli (Italien) | Frankfurt Publik: 48 500 Domare: Nicola Rizzoli (Italien) |
| 20:45 UTC+2 | 20:45 UTC+2      |                                        |                 |                        | Frankfurt Publik: 48 500 Domare: Nicola Rizzoli (Italien) | Frankfurt Publik: 48 500 Domare: Nicola Rizzoli (Italien) |
| 20:45 UTC+2 | 20:45 UTC+2      |                                        |                 |                        | Frankfurt Publik: 48 500 Domare: Nicola Rizzoli (Italien) | Frankfurt Publik: 48 500 Domare: Nicola Rizzoli (Italien) |

| 21          | 4 september 2015 | Gibraltar | 0 – 4           | Irland                                                         | Estádio Algarve                                                   |                                                                   |
| 19:45 UTC+1 | 19:45 UTC+1      |           | (0 – 1) Rapport | 27′ Cyrus Christie 49′, 51′ (str.) Robbie Keane 79′ Shane Long | Faro (Portugal) Publik: 5 393 Domare: Marijo Strahonja (Kroatien) | Faro (Portugal) Publik: 5 393 Domare: Marijo Strahonja (Kroatien) |
| 19:45 UTC+1 | 19:45 UTC+1      |           |                 |                                                                | Faro (Portugal) Publik: 5 393 Domare: Marijo Strahonja (Kroatien) | Faro (Portugal) Publik: 5 393 Domare: Marijo Strahonja (Kroatien) |
| 19:45 UTC+1 | 19:45 UTC+1      |           |                 |                                                                | Faro (Portugal) Publik: 5 393 Domare: Marijo Strahonja (Kroatien) | Faro (Portugal) Publik: 5 393 Domare: Marijo Strahonja (Kroatien) |

| 22          | 7 september 2015 | Polen | 8 – 1           | Gibraltar        | Nationalstadion                                             |                                                             |
| 20:45 UTC+2 | 20:45 UTC+2      | Kamil Grosicki 8′, 15′ Robert Lewandowski 18′, 29′ Arkadiusz Milik 56′, 72′ Jakub Błaszczykowski 59′ (str.) Bartosz Kapustka 73′ | (4 – 0) Rapport | 87′ Jake Gosling | Warszawa Publik: 27 763 Domare: Gediminas Mažeika (Litauen) | Warszawa Publik: 27 763 Domare: Gediminas Mažeika (Litauen) |
| 20:45 UTC+2 | 20:45 UTC+2      | |                 |                  | Warszawa Publik: 27 763 Domare: Gediminas Mažeika (Litauen) | Warszawa Publik: 27 763 Domare: Gediminas Mažeika (Litauen) |
| 20:45 UTC+2 | 20:45 UTC+2      | |                 |                  | Warszawa Publik: 27 763 Domare: Gediminas Mažeika (Litauen) | Warszawa Publik: 27 763 Domare: Gediminas Mažeika (Litauen) |

| 23          | 7 september 2015 | Irland               | 1 – 0           | Georgien | Aviva Stadium                                     |                                                   |
| 19:45 UTC+1 | 19:45 UTC+1      | Jonathan Walters 69′ | (0 – 0) Rapport |          | Dublin Publik: 27 200 Domare: István Vad (Ungern) | Dublin Publik: 27 200 Domare: István Vad (Ungern) |
| 19:45 UTC+1 | 19:45 UTC+1      |                      |                 |          | Dublin Publik: 27 200 Domare: István Vad (Ungern) | Dublin Publik: 27 200 Domare: István Vad (Ungern) |
| 19:45 UTC+1 | 19:45 UTC+1      |                      |                 |          | Dublin Publik: 27 200 Domare: István Vad (Ungern) | Dublin Publik: 27 200 Domare: István Vad (Ungern) |

| 24          | 7 september 2015 | Skottland                                  | 2 – 3           | Tyskland                                  | Hampden Park                                                 |                                                              |
| 19:45 UTC+1 | 19:45 UTC+1      | Mats Hummels 28′ (sjm.) James McArthur 43′ | (2 – 2) Rapport | 18′, 34′ Thomas Müller 54′ İlkay Gündoğan | Glasgow Publik: 50 753 Domare: Björn Kuipers (Nederländerna) | Glasgow Publik: 50 753 Domare: Björn Kuipers (Nederländerna) |
| 19:45 UTC+1 | 19:45 UTC+1      |                                            |                 |                                           | Glasgow Publik: 50 753 Domare: Björn Kuipers (Nederländerna) | Glasgow Publik: 50 753 Domare: Björn Kuipers (Nederländerna) |
| 19:45 UTC+1 | 19:45 UTC+1      |                                            |                 |                                           | Glasgow Publik: 50 753 Domare: Björn Kuipers (Nederländerna) | Glasgow Publik: 50 753 Domare: Björn Kuipers (Nederländerna) |

| 25          | 8 oktober 2015 | Georgien                                                                     | 4 – 0           | Gibraltar | Boris Paitjadze-stadion                               |                                                       |
| 20:00 UTC+4 | 20:00 UTC+4    | Mate Vatsadze 30′, 45′ Tornike Okriasjvili 35′ (str.) Valeri Kazaishvili 87′ | (3 – 0) Rapport |           | Tbilisi Publik: 11 330 Domare: Serhiy Boyko (Ukraina) | Tbilisi Publik: 11 330 Domare: Serhiy Boyko (Ukraina) |
| 20:00 UTC+4 | 20:00 UTC+4    |                                                                              |                 |           | Tbilisi Publik: 11 330 Domare: Serhiy Boyko (Ukraina) | Tbilisi Publik: 11 330 Domare: Serhiy Boyko (Ukraina) |
| 20:00 UTC+4 | 20:00 UTC+4    |                                                                              |                 |           | Tbilisi Publik: 11 330 Domare: Serhiy Boyko (Ukraina) | Tbilisi Publik: 11 330 Domare: Serhiy Boyko (Ukraina) |

| 26          | 8 oktober 2015 | Irland         | 1 – 0           | Tyskland | Aviva Stadium                                                   |                                                                 |
| 19:45 UTC+1 | 19:45 UTC+1    | Shane Long 70′ | (0 – 0) Rapport |          | Dublin Publik: 50 604 Domare: Carlos Velasco Carballo (Spanien) | Dublin Publik: 50 604 Domare: Carlos Velasco Carballo (Spanien) |
| 19:45 UTC+1 | 19:45 UTC+1    |                |                 |          | Dublin Publik: 50 604 Domare: Carlos Velasco Carballo (Spanien) | Dublin Publik: 50 604 Domare: Carlos Velasco Carballo (Spanien) |
| 19:45 UTC+1 | 19:45 UTC+1    |                |                 |          | Dublin Publik: 50 604 Domare: Carlos Velasco Carballo (Spanien) | Dublin Publik: 50 604 Domare: Carlos Velasco Carballo (Spanien) |

| 27          | 8 oktober 2015 | Skottland                            | 2 – 2           | Polen                        | Hampden Park                                          |                                                       |
| 19:45 UTC+1 | 19:45 UTC+1    | Matt Ritchie 45′ Steven Fletcher 62′ | (1 – 1) Rapport | 3′, 90+4′ Robert Lewandowski | Glasgow Publik: 49 359 Domare: Viktor Kassai (Ungern) | Glasgow Publik: 49 359 Domare: Viktor Kassai (Ungern) |
| 19:45 UTC+1 | 19:45 UTC+1    |                                      |                 |                              | Glasgow Publik: 49 359 Domare: Viktor Kassai (Ungern) | Glasgow Publik: 49 359 Domare: Viktor Kassai (Ungern) |
| 19:45 UTC+1 | 19:45 UTC+1    |                                      |                 |                              | Glasgow Publik: 49 359 Domare: Viktor Kassai (Ungern) | Glasgow Publik: 49 359 Domare: Viktor Kassai (Ungern) |

| 28          | 11 oktober 2015 | Tyskland                               | 2 – 1           | Georgien         | Red Bull Arena                                           |                                                          |
| 20:45 UTC+2 | 20:45 UTC+2     | Thomas Müller 50′ (str.) Max Kruse 79′ | (0 – 0) Rapport | 53′ Jaba Kankava | Leipzig Publik: 43 630 Domare: Pavel Královec (Tjeckien) | Leipzig Publik: 43 630 Domare: Pavel Královec (Tjeckien) |
| 20:45 UTC+2 | 20:45 UTC+2     |                                        |                 |                  | Leipzig Publik: 43 630 Domare: Pavel Královec (Tjeckien) | Leipzig Publik: 43 630 Domare: Pavel Královec (Tjeckien) |
| 20:45 UTC+2 | 20:45 UTC+2     |                                        |                 |                  | Leipzig Publik: 43 630 Domare: Pavel Královec (Tjeckien) | Leipzig Publik: 43 630 Domare: Pavel Královec (Tjeckien) |

| 29          | 11 oktober 2015 | Gibraltar | 0 – 6           | Skottland                                                                              | Estádio Algarve                                                   |                                                                   |
| 19:45 UTC+1 | 19:45 UTC+1     |           | (0 – 2) Rapport | 25′ Chris Martin 39′ Shaun Maloney 52′, 56′, 85′ Steven Fletcher 90+1′ Steven Naismith | Faro (Portugal) Publik: 12 401 Domare: Aleksei Kulbakov (Belarus) | Faro (Portugal) Publik: 12 401 Domare: Aleksei Kulbakov (Belarus) |
| 19:45 UTC+1 | 19:45 UTC+1     |           |                 |                                                                                        | Faro (Portugal) Publik: 12 401 Domare: Aleksei Kulbakov (Belarus) | Faro (Portugal) Publik: 12 401 Domare: Aleksei Kulbakov (Belarus) |
| 19:45 UTC+1 | 19:45 UTC+1     |           |                 |                                                                                        | Faro (Portugal) Publik: 12 401 Domare: Aleksei Kulbakov (Belarus) | Faro (Portugal) Publik: 12 401 Domare: Aleksei Kulbakov (Belarus) |

| 30          | 11 oktober 2015 | Polen                                          | 2 – 1           | Irland                      | Nationalstadion                               |                                               |
| 20:45 UTC+2 | 20:45 UTC+2     | Grzegorz Krychowiak 13′ Robert Lewandowski 42′ | (2 – 1) Rapport | 16′ (str.) Jonathan Walters | Publik: 57 497 Domare: Cüneyt Çakır (Turkiet) | Publik: 57 497 Domare: Cüneyt Çakır (Turkiet) |
| 20:45 UTC+2 | 20:45 UTC+2     |                                                |                 |                             | Publik: 57 497 Domare: Cüneyt Çakır (Turkiet) | Publik: 57 497 Domare: Cüneyt Çakır (Turkiet) |
| 20:45 UTC+2 | 20:45 UTC+2     |                                                |                 |                             | Publik: 57 497 Domare: Cüneyt Çakır (Turkiet) | Publik: 57 497 Domare: Cüneyt Çakır (Turkiet) |